# Sjölidsjön, Västergötland
Sjölidsjön är en sjö i Falkenbergs kommun i Västergötland och ingår i Ätrans huvudavrinningsområde. Sjön är 6,3 meter djup, har en yta på 0,0652 kvadratkilometer och befinner sig 130,4 meter över havet.

## Delavrinningsområde
Sjölidsjön ingår i det delavrinningsområde (634926-132089) som SMHI kallar för Mynnar i Högvadsån. Medelhöjden är 146 meter över havet och ytan är 16,24 kvadratkilometer. Det finns inga avrinningsområden uppströms utan avrinningsområdet är högsta punkten. Skatebäcken som avvattnar avrinningsområdet har biflödesordning 3, vilket innebär att vattnet flödar genom totalt 3 vattendrag innan det når havet efter 58 kilometer. Avrinningsområdet består mestadels av skog (71 %) och sankmarker (11 %). Avrinningsområdet har 0,51 kvadratkilometer vattenytor vilket ger det en sjöprocent på 3,1 %.